# Hymenodora frontalis
Hymenodora frontalis är en kräftdjursart som beskrevs av Mary J. Rathbun 1902. Hymenodora frontalis ingår i släktet Hymenodora och familjen Oplophoridae. Inga underarter finns listade i Catalogue of Life.